# Glaishers sats
Inom talteori är Glaishers sats en användbar sats i studien av heltalspartitioner. Satsen är uppkallad efter James Whitbread Lee Glaisher.
Satsen säger att antalet partitioner av ett heltal {\displaystyle N} i delar där ingen del är delbar med {\displaystyle d} är lika med antalet partitioner av {\displaystyle N} på formen
{\displaystyle N=N_{1}+\cdots +N_{k}}
där
{\displaystyle N_{i}\geq N_{i+1}}
och
{\displaystyle N_{i}\geq N_{i+d-1}+1,}
det vill säga partitioner där ingen del repeteras d eller fler gånger.
Specialfallet {\displaystyle d=2} (Eulers sats) är att antalet partitioner av {\displaystyle N} i distinkta delar är samma som antalet partitioner av {\displaystyle N} i udda delar.

## Liknande satser
Istället för räkning av partitioner med distinkta delar, om antalet partitioner med delar som skiljer sig åt med minst 2 räknas, ges en sats som liknar Eulers sats som kallas Rogers sats (efter Leonard James Rogers):
Antalet partitioner vars delar skiljer sig åt med minst 2 är lika med antalet partitioner som involverar endast tal kongruent till 1 eller 4 (mod 5).
Till exempel, det finns 6 partitioner av 10 i delar skiljer sig åt med minst 2, nämligen 10, 9+1, 8+2, 7+3, 6+4, 6+3+1; samt 6 partitioner av 10 som involverar endast 1, 4, 6, 9, …, nämligen 9+1, 6+4, 6+1+1+1+1, 4+4+1+1, 4+1+1+1+1+1+1, 1+1+1+1+1+1+1+1+1+1. Satsen upptäcktes avskilt av Schur och Ramanujan.